# 永初路駅
永初路駅（えいしょろえき）は中華人民共和国江蘇省南京市雨花台区永初路と友誼街の交差点にある、南京地下鉄S3号線の駅である。7号線と乗り入れ、両路線の接続駅となっている。

## 駅名
駅名については、事業着手当初は南京地下鉄集団は「中和街駅」の仮称を用いており、開業前に駅名が「永初路駅」に決定したことが発表された。

## 駅構造

### のりば
| 番線 | 路線             | 方面                                  | 行先        |
| ---- | ---------------- | ------------------------------------- | ----------- |
|      | 南京地下鉄7号線  | 暁荘・幕府山・五塘広場・幕府西路      | 仙新路 行き |
|      | 南京地下鉄7号線  | 太清路・螺塘路・西善橋                | 西善橋 行き |
|      | 南京地下鉄S3号線 | 南京南駅・石楊路・東郊小鎮・東流 方面 | 仙林 行き   |
|      | 南京地下鉄S3号線 | 呉侯街・天保・馬騾圩・石磧河 方面     | 西梁山 行き |

### 改札・出入口
- 1号出入口：
- 2号出入口：

## 駅周辺
- 南京外国語学校河西初級中学
- 南京市交管局第四大隊

## 歴史
- 2017年12月6日南京地下鉄S3号線の駅として開業。

## 隣の駅
南京地下鉄
■7号線
嘉陵江東街駅 - 永初路駅 - 太清路駅
■S3号線
油坊橋駅 - 永初路駅 - 平良大街駅